# بيريل بينبريدج
بيريل مارغريت بينبريدج (بالإنجليزية: Beryl Bainbridge)‏ الحائزة على رتبة سيدة قائد في الإمبراطورية البريطانية (21 نوفمبر 1932 - 2 يوليو 2010)، هي كاتبة إنجليزية من ليفربول. واشتهرت بسبب رواياتها النفسية، التي غالبًا ما كانت تدور أحداثها حول حكايات مرعبة حصلت ضمن الطبقة العاملة الإنجليزية. فازت بينبريدج بجائزة ويتبرد لأفضل رواية في عامي 1977 و1996؛ وقد رُشحت خمس مرات لجائزة بوكر. ووصفت في عام 2007 بأنها «كنز وطني». في عام 2008، صنفت التايمز بينبريدج على قائمتها بين «أعظم عشرة كتاب بريطانيين منذ عام 1945».

## سيرتها الذاتية
ولدت بيريل بينبريدج في ليفربول وترعرعت في فورمبي. والداها هما ريتشارد بينبريدج ووينيفريد بينز. على الرغم من أنها أعطت تاريخ ميلادها في هوز هو «Who's Who» وغيرها في 21 نوفمبر 1934، فإنها ولدت في عام 1932 وسجل ميلادها في الربع الأول من عام 1933. عندما كتب إليها أسير الحرب السابق الألماني هاري أرنو فرانز في نوفمبر 1947، ذكر عيد ميلادها الخامس عشر.
كانت تستمتع بالكتابة، وحين بلغت العاشرة كانت تحتفظ بمذكراتها. تلقت دروسًا في فن الخطابة، وفي سن الحادية عشرة ظهرت في العرض الإذاعي ساعة أطفال الشمال، إلى جانب بيلي وايتلو وجوديث شالمرز. وقد طردت بينبريدج من مدرسة مارشانت تايلورز للبنات (كروسبي) لأنها ضبطت وبحوزتها قصيدة قذرة (كما وصفتها لاحقًا)، كتبها شخص آخر. ثم تابعت الدراسة في مدرسة كون ريبمان في ترينغ، هارتفوردشير (الآن تسمى مدرسة ترينغ بارك للفنون المسرحية)، حيث وجدت أنها كانت جيدة في التاريخ واللغة الإنجليزية والفن. في الصيف الذي تركت فيه المدرسة، وقعت في حب ألماني أسير حرب سابق كان ينتظر إعادته إلى وطنه. على مدى السنوات الست التالية، تواصل الحبيبان بالرسائل، وحاولا الحصول على إذن للرجل الألماني للعودة إلى بريطانيا حتى يتمكنا من الزواج. لكن رُفض الإذن وانتهت العلاقة في عام 1953.
في السنة التالية (1954)، تزوجت بينبريدج بالفنان أوستن ديفيز. لكنهما انفصلا بعد فترة وجيزة، وبقيت بينبريدج أمًا عازبة لطفلين. وفي وقت لاحق أنجبت طفلاً ثالثًا من آلان شارب، وهي الممثلة رودي ديفيز. كان شارب اسكتلنديًا وفي بداية حياته المهنية كروائي وكاتب سيناريو. وقد أوحت بينبريدج فيما بعد بأنه كان زوجها الثاني؛ ولكن في الحقيقة هما لم يتزوجا أبدًا، وكانت العلاقة بينهما حافزًا لها لتشق طريقها إلى الأدب الخيالي. في عام 1958، حاولت الانتحار بوضع رأسها في فرن غاز. وقد قضت بينبريدج سنواتها الأولى في العمل كممثلة، وظهرت في إحدى حلقات 1961 من المسلسل التلفزيوني الطويل شارع كورونيشن ولعبت دور متظاهرة مناهضة للأسلحة النووية.
بدأت بينبريدج بالكتابة لتملأ وقتها، وكانت كتاباتها تستند إلى الأحداث التي وقعت في طفولتها. رُفضت روايتها الأولى، «قال هارييت»، من قِبل العديد من الناشرين، حيث وجد أحدهم أن الشخصيات المركزية «مقيتة بشكل لا يُصدق»، ولكنها نُشرت في نهاية المطاف في عام 1972، بعد أربع سنوات من روايتها الثالثة «جزء آخر من الخشب». وقد نشرت روايتاها الثانية والثالثة في (1967/68) وقد أعجب النقاد بهما، على الرغم من أن الروايتين فشلتا في كسب الكثير من المال. ثم كتبت ونشرت سبع روايات أخرى خلال سبعينيات القرن العشرين، وقد حصلت الرواية الخامسة «وقت الإصابة» على جائزة وايتبرد لأفضل رواية في عام 1977.
في أواخر سبعينيات القرن الماضي، كتبت سيناريو استنادًا إلى روايتها «ويليام اللطيف». وكان الفيلم من بطولة سام واتيرستون، وصدر في عام 1980.
من عام 1980 كتبت ثماني روايات أخرى. وقد حولت روايتها لعام 1989«مغامرة كبيرة بفظاعة» إلى فيلم في عام 1995، بطولة ألان ريكمان وهيو غرانت.
في التسعينيات، تحولت بينبريدج إلى كتابة روايات الخيال التاريخي. حظيت هذه الروايات بشعبية لدى النقاد، ولكن هذه المرة كانت ناجحة تجاريًا أيضًا. من بين رواياتها التاريخية الخيالية «كل رجل لأجل نفسه»، والتي تتحدث عن كارثة التيتانيك عام 1912، وفازت بينبريدج عنها بجائزة ويتبرد لعام 1996 لأفضل رواية، والمعلم جورجي، التي تدور أحداثها أثناء حرب القرم، وفازت عنها عام 1998 بجائزة جيمس تايت بلاك ميموريال لأدب الخيال. أما روايتها الأخيرة «وفقًا لكويني» هي قصة خيالية عن السنوات الأخيرة من حياة صمويل جونسون مروية من خلال كويني ثرال، الابنة الكبرى لهنري وهستر ثرال. أشارت صحيفة ذا أوبزرفر إلى أنها «رواية ذكية للغاية وراقية ومسلية».
من التسعينيات، عملت بينبريدج أيضًا كناقدة مسرحية لمجلة ذا أولدي الشهرية. ونادرًا ما احتوت مراجعاتها على مضمون سلبي، وعادة ما كانت تنشر مراجعاتها بعد نهاية المسرحية.

## التكريم والجوائز
في عام 2000، قُلدت رتبة سيدة قائد في الإمبراطورية البريطانية (DBE). وفي يونيو 2001، حصلت بينبريدج على شهادة فخرية من الجامعة المفتوحة كدكتورة في الجامعة. وعام 2003، حصلت على جائزة ديفيد كوهين للأدب مع توم غن. في عام 2005، حصلت المكتبة البريطانية على العديد من الرسائل واليوميات الخاصة بينبريدج. في عام 2011، وبعد وفاتها حصلت على جائزة شرفية خاصة من لجنة جائزة بوكر. وقد تضمن ألبوم (تراكر) لمارك نوفلر لعام 2015 أغنية بعنوان «بيريل» مهداة إليها كتكريم بعد وفاتها.

## سنواتها الأخيرة
في عام 2003، بدأ حفيد بينبريدج تشارلي رسل تصوير فيلم وثائقي عن حياتها، بعنوان «العام الأخير من حياة بيريل». تحدث الفيلم الوثائقي بتفصيل عن تربيتها ومحاولاتها لكتابة رواية «عزيزي بروتوس» (التي أصبحت فيما بعد فيلم: الفتاة في ثوب البولكا دوت)؛ وتم بث هذا الوثائقي في المملكة المتحدة في 2 يونيو 2007 على بي بي سي فور.
في عام 2009، تبرعت بينبريدج بالقصة القصيرة «تصبحون على خير يا أطفال، في كل مكان» لمشروع أوكس تيلز التابع لأوكسفام، وهو عبارة عن أربع مجموعات من القصص البريطانية التي كتبها 38 مؤلفًا. ونُشرت قصتها في مجموعة «الهواء». وقد كانت بينبريدج راعية جائزة كتاب الشعب.
كانت بينبريدج لا تزال تعمل على فيلم «الفتاة في ثوب البولكا دوت» وقت وفاتها. استندت أحداث الرواية إلى رحلة حقيقية قامت بها بينبريدج عبر أمريكا في عام 1968، وتتحدث عن الفتاة الغامضة التي اشتهرت باشتراكها في اغتيال روبرت كينيدي. نشرت الرواية في مايو 2011 من قبل ليتل براون. وقد حررها للنشر بريندان كينغ، والذي نشرت السيرة الذاتية التي كتبها عنها «بيريل بينبريدج: الحب من قبل جميع أنواع الوسائل» في سبتمبر 2016.

## وفاتها
توفيت بينبريدج في 2 يوليو 2010، عن عمر 77 عامًا، في أحد مستشفيات لندن بعد أن عاد السرطان ليظهر في جسدها. أدى الارتباك حول سنة ميلادها إلى ظهور بعض التقارير التي تشير إلى أن سنها كان 75 عامًا حين وفاتها. وقد دفنت في مقبرة هايغيت.

## روابط خارجية
- بيريل بينبريدج على موقع IMDb (الإنجليزية)
- بيريل بينبريدج على موقع الموسوعة البريطانية (الإنجليزية)
- بيريل بينبريدج على موقع ألو سيني (الفرنسية)
- بيريل بينبريدج على موقع أول موفي (الإنجليزية)
- بيريل بينبريدج على موقع قاعدة بيانات الأفلام السويدية (السويدية)
- بيريل بينبريدج على موقع إن إن دي بي (الإنجليزية)
- بيريل بينبريدج على موقع قاعدة بيانات الفيلم (الإنجليزية)
- بيريل بينبريدج على موقع كينوبويسك (الروسية)